# Delcambre
Delcambre is een plaats (town) in de Amerikaanse staat Louisiana, en valt bestuurlijk gezien onder Iberia Parish en Vermilion Parish.

## Demografie
Bij de volkstelling in 2000 werd het aantal inwoners vastgesteld op 2168.
In 2006 is het aantal inwoners door het United States Census Bureau geschat op 2182, een stijging van 14 (0,6%).

## Geografie
Volgens het United States Census Bureau beslaat de plaats een oppervlakte van
2,2 km², geheel bestaande uit land. Delcambre ligt op ongeveer 2 m boven zeeniveau.

## Plaatsen in de nabije omgeving
De onderstaande figuur toont nabijgelegen plaatsen in een straal van 24 km rond Delcambre.